# Rhyncomya pollinosa
Rhyncomya pollinosa är en tvåvingeart som först beskrevs av Townsend 1917.  Rhyncomya pollinosa ingår i släktet Rhyncomya och familjen Rhiniidae. Inga underarter finns listade i Catalogue of Life.